# Cordovilla la Real
Cordovilla la Real és un municipi de la província de Palència a la comunitat autònoma de Castella i Lleó (Espanya). Comprèn les pedanies de Dehesa de Cordovilla, Dehesa de Matanzas, Dehesa de Villandrando i Dehesa de San Salvador del Moral.

## Demografia
| 1991 | 1996 | 2001 | 2004 |
| ---- | ---- | ---- | ---- |
| 143  | 122  | 121  | 117  |